# Vaseyanthus
Vaseyanthus es un género con cuatro especies de plantas con flores perteneciente a la familia Cucurbitaceae. 

## Especies seleccionadas
| - Vaseyanthus brandegei - Vaseyanthus insularis - Vaseyanthus palmeri - Vaseyanthus rosei |

## Sinonimia
- Pseudoechinopepon